# Iskenderun Demir Çelikspor
Iskenderun Demir Çelikspor is een sportclub opgericht in Iskenderun, een district van de provincie Hatay, Turkije. De clubkleuren zijn blauw en rood. De thuisbasis van de voetbalclub is het 5 Temmuzstadion (5 Temmuz = 5 juli).
Iskenderun Demir Çelikspor heeft in de geschiedenis nooit in de Süper Lig gevoetbald. Ook zijn geen grote resultaten geboekt in de Turkse Beker.
Witte Groep: 1461 Trabzon FK · 24 Erzincanspor · Adana 01 FK · Altay · Afyonspor · Altınordu · Ankaraspor · Batman Petrolspor · Beykoz Anadoluspor · Fethiyespor · İnegölspor· İskenderunspor · Isparta 32 Spor · Karaköprü Belediyespor · Kastamonuspor 1966 · Kepezspor · Kırklarelispor · Sarıyer

Rode Groep:  68 Aksarayspor · Ankara Demirspor· Arnavutköy Belediyespor · Belediye Derincespor· Beyoğlu Yeni Çarşı · Bucaspor 1928· Diyarbekirspor · Elazığspor · Erbaaspor · Giresunspor · Karacabey Belediyespor· Karaman FK · Menemen FK · Nazillispor · Serik Belediyespor · Somaspor · Vanspor FK · Yeni Mersin İdmanyurdu